# Benny Bjerregaard
Benny Bjerregaard (* 8. September 1934 in Kopenhagen; † 15. August 1985 ebenda) war ein dänischer Schauspieler.

## Leben
Benny Bjerregaard absolvierte bis 1959 seine Schauspielausbildung an der Eleveskole des Königlichen Theaters Kopenhagen. Im Jahr 1960 hatte er als Darsteller sein Bühnendebüt am Nørrebro-Theater. Er wirkte in vielen Theaterstücken, Varieté-Shows und Musicals auf der Bühne mit. Er gastierte unter anderem auch am Theater Helsingør, am Aarhus Teater und am Bristol-Theater.
Er wirkte von 1960 bis 1983 in mehreren Filmen und Fernsehserien mit, zumeist in Nebenrollen.
Bjerregaard war von 1966 bis 1970 mit der Schauspielerin Lisbeth Dahl verheiratet. Aus der Ehe gingen ein Sohn und eine Tochter hervor. Aus seiner zweiten Ehe hatte er einen weiteren Sohn. Bjerregaard starb am 15. August 1985 im Alter von 50 Jahren. Seine Grabstätte befindet sich auf dem Sondermark-Kirkegard in Frederiksberg.

## Filmografie
- 1960: Et Mord
- 1960: Frihedens Pris
- 1962: Mutter Courage og hendes born
- 1962: Hojtidelige narrestreger
- 1963: Nar jeg far mit eget
- 1963: Salad Days
- 1965: Arbejdernes digter
- 1965: Melodin som kom Bort
- 1977: Thelma und Irene (Thelma og Irene)
- 1979: Opgang (Fernsehserie)
- 1981: Die Leute von Korsbaek (Matador, Fernsehserie)
- 1981: Jeppe Pa Bjerget
- 1983: Kurt und Valde – Ganoven mit Charme (Kurt og Valde)